# Eudrymopsis fugax
Eudrymopsis fugax är en fjärilsart som beskrevs av Edward Meyrick 1910. Eudrymopsis fugax ingår i släktet Eudrymopsis och familjen plattmalar. Inga underarter finns listade i Catalogue of Life.